# سیارک ۴۰۱۱
سیارک ۴۰۱۱ (به انگلیسی: 4011 Bakharev، نامگذاری:1978SC6) چهار هزار و یازدهمین سیارک کشف شده‌است که در ۲۸ سپتامبر ۱۹۷۸ کشف شد.
قدر مطلق سیارک برابر ۱۳٫۹۰ است.